# Hygrochroa corema
Hygrochroa corema är en fjärilsart som beskrevs av William Schaus 1895. Hygrochroa corema ingår i släktet Hygrochroa och familjen silkesspinnare. Inga underarter finns listade i Catalogue of Life.